# Константинос Димарас
Константинос Димарас (на гръцки: Κωνσταντίνος Δημαράς) е гръцки дипломат и деец на гръцката въоръжена пропаганда в Македония.

## Биография
Роден е в 1863 година в Навплио в семейството на видния търговец Йоанис Димарас. Майка му е дъщеря на видния адвокат Панайотис Фармакопулос. Брат му Николаос Димарас (1856 - 1906) е виден юрист, преподавател по римско право в Атинския университет, другият му брат Димитриос Димарас (1869 - 1926) е военен, третият му брат Тесевс-Панайотис Димарас (1872 - 1927) е банкер. Константинос Димарас защитава докторат по право и от 1888 година работи като първоинстанционен съдия в Триполи, а по-късно в Пиргос. В 1891 година е назначен за помощник-съдия в Генералното консулство на Гърция в Смирна. През април 1896 година е назначен в Генералното консулство в Александрия, първоначално като помощник, а по-късно като председател на съда. Мандатът му в Египет е успешен.
Работата му в консулските съдилища го кара да постъпи на работа в Министерството на външните работи на Гърция. През юли 1905 година като първи консул, заема поста в Одринското консулство. Ръководи консулството в разгара на гръцко-българския сблъсък в Македония и Тракия и се опитва да стабилизира положението на елинизма в региона и да подкопае позициите на българщината - насърчава развитието на гръцкото учебно дело и на гръцкия бизнес. Димарас предлага отваряне на гръцки банков клон в Одрин - предложение, което е подкрепено от Министерството на външните работи. Препоръчва да се изпратят още агенти в района, за да се ппотивопоставят на българското движение.
В март 1907 година Димарас е назначен за битолски гръцки консул, в разгара и в сърцето на гръцко-българския конфликт. Димарас следи движенията на българските, румънските и албанските чети и действията на българските и румънските просветни и църковни дейци. Същевременно се опитва да прикрие от османските власти, че е в основата на координацията на гръцките чети. Поддържа отлични отношения с генералния инспектор на Македония Хюсеин Хилми паша, който му осигурява защита. Като признание за успешната работа, през юни 1910 година е повишен в генерален консул.
Малко по-късно през същата 1910 година е изпратен в консулството в Янина, а през януари 1911 година отново е назначен в Одрин, където служи до избухването на Балканската война през октомври 1912 година. През април 1912 година за дългогодишната си служба е направен кавалер на Кралския орден на Спасителя със златен кръст. В Одрин отново поддържа отлични контакти с османските власти и работи против ВМОРО.
При избухването на Балканската война, се връща в Атина, където закратко управлява II политически отдел, един от главните отдели на външното министерство. След окупацията на Солун от гръцката армия, Константинос Рактиван, представител на правителството в града, го кани за директор на новосъздаденото гръцко управление. Скоро след това, на 22 ноември, е изпратен в Лондон, като член на гръцката делегация за преговори и подписване на мирен договор с Османската империя. През януари 1913 година се връща край Одрин. На 1 март 1913 година му е заповядано да замине за Солун и там е поканен да участва в работата на Комисията по въпросите на окупацията на новите територии, която трябва да разреши споровете, възникнали с България.
През август 1913 година Димарас е преместен в Централното управление на мястото на Йон Драгумис, на ключовия пост директор на Втори отдел - така наречения Източен - на Дирекцията по политическите въпроси на Генералната дирекция.
От февруари до юни 1914 година е назначен в Цариград като ръководител на консулската служба на посолството. След това от 2 юли 2014 година оглавява гръцкото генерално консулство в Смирна. Паралелно с консулските му задължения в Смирна е и представител на Гърция в съвместната комисия за обмен на население и бежанците от Османската империя и Гърция, която започва работа на 28 юни 1914 година. Комисията отговаря за оценяването на собствеността, оставена от гърците, движима и недвижима, а гърците бежанци от империята вече са 150 000. Целта на османските власти е насърчаванена емиграцията, нещо на което гръцката политика се опитва да се противопостави. Раотата на комисията е силно затруднена от избухването на Първата световна война през август 1914 година, макар в първата фаза Гърция да запазва неутралитет. Комисията спира работа на 25 юли по желание на османците. На 24 октомври работата ѝ е възобновена, но на практика тя спира на 1 декември, тъй като в края на октомври Османската империя се включва във войната на страната на Централните сили. В Смирна Димарас се опитва да облекчава положението на гърците бежанци, които бягат от преследванията в Мала Азия. Димарас остава в Смирна като генерален консул до прекъсването на дипломатическите отношения между двете страни през юни 1917 година.
Димарас е експулсиран от Османската империя с влак към неутрална Швейцария. От Швейцария Димарас и съпругата му заминават за Италия и на 22 септември (5 октомври) 1917 година се качват на пътническия параход „Чита ди Бари“ в италианското пристанище Галиполи. На следния ден корабът е потопен край йонийския остров Паксос от германска подводница и Димарас загива. От общо 493 души на борда, сред които гръцки дипломати, експулсирани от страните на Централните сили, гърци връщащи се от САЩ и 50 италиански военни, се спасяват 156.